# Гарифуллин, Рустем Мухаметович
Рустем Мухаметович Гарифуллин (род. 3 марта 1967, Казань) — российский игрок в регбилиг, игрок второй линии нападения. Выступает за команду ветеранов «Седые Барсы». Действующий вице-президент казанского регбийного клуба «Энергия».

## Биография
Известен по своим выступлениям за казанский клуб «Стрела», неоднократный чемпион и обладатель Кубка России. В составе сборной России по регбилиг выступал на чемпионате мира 2000 года и сыграл матч против Австралии (поражение 4:110).
Сын — Ислам, профессиональный регбист из команды «Энергия», в прошлом защищал цвета КГЭУ; лицензированный регбийный судья.